# 葉山峻
葉山 峻（はやま しゅん、1933年〈昭和8年〉5月1日 - 2010年〈平成22年〉3月13日）は、日本の政治家。藤沢市議会議員、藤沢市長（通算6期）、衆議院議員（通算2期）。父は戦前からの日本共産党の活動家で藤沢市議会議員を務めた葉山又三郎。母は反侵略同盟メンバーで作詞家、藤沢市議会議員を務めた葉山冬子。長男はフジテレビジョン所属のドラマ演出家である葉山浩樹、娘婿は元藤沢市議会議員の柳田秀憲。娘は藤沢市議会議員の柳田あゆ。

## 概要
神奈川県藤沢市出身。「峻」という名前は当時共産党の活動家であった父又三郎に対してあまりに峻烈な拷問が加えられたことから名づけられたという。藤沢市第三国民学校（現藤沢市立鵠沼小学校）から旧制の神奈川県立湘南中学校に入学。学制改革により新制の神奈川県立湘南高等学校を卒業、早稲田大学中退（大学時代の親友に作家の宮原昭夫がおり、のち宮原は藤沢に住んだ）。
1958年、父の後を継いで藤沢市議会議員を務めていた母冬子が死去し、推される形で被選挙権を得たばかりの25歳で藤沢市議会議員選挙に出馬し、全国最年少議員として初当選。日本社会党の会派に所属し、党内外で若手の論客として注目を浴びる。
1968年2月18日に行われた藤沢市長選挙に社会党推薦で立候補したが、共産党公認の新人候補との間で票が分散した。連続4期・通算20年市長の座にあり、高齢多選批判の出ていた現職の金子小一郎を開票途中までリードしたが、葉山は小差で敗れた。
1972年の市長選に社会党・共産党の推薦を得て立候補。自民党・民社党推薦の加藤慶徳との一騎打ちを制し初当選した。以後、6期連続当選を果たす。
市長在任中は文化都市を標榜し、中国昆明市との姉妹都市締結や日本初の市民オペラ「藤沢市民オペラ」の公演、藤沢市独自の奨学金制度など福祉の充実や湘南ライフタウン事業などを完成させた。
全国革新市長会会長を務め、横浜市長を務めた飛鳥田一雄や神奈川県知事を務めた長洲一二らと共に神奈川の革新系首長の代表格としても知られた。1996年の藤沢市長選挙に出馬せず、民主党から第41回衆議院議員総選挙に出馬することを表明。比例南関東ブロックから出馬し当選を果たす。以後2期連続当選。環境政策に力を注ぎ、民主党神奈川県連代表などを務めた。
2003年の第43回衆議院議員総選挙には出馬せず引退を表明した。2004年に、藤沢市名誉市民、松本市名誉市民、昆明市名誉市民を授与された。
2010年3月13日午前8時2分に、肺炎のため藤沢市の病院にて76歳で死去。

## 政策
- 選択的夫婦別姓制度導入に賛成[7]。

## 著書
- 『都市文化論』日本評論社、1982年
- 『洗濯板のサーファー パワフル市長のクロスオーバー・エッセイ』毎日新聞社、1983年
- 『語りかけることば パワフル市長の人間賛歌』有隣堂、1987年、ISBN 978-4896600797
- 『語りかけることば 2』有隣堂、1989年、ISBN 978-4896600926
- 『市民文化への挑戦』日本経済評論社、1991年、ISBN 978-4818804814
- 『語りかけることば 3』有隣堂、1992年、ISBN 978-4896601091